# SARS-CoV-2-bètavariant
De SARS-CoV-2-bètavariant, ook wel bètavariant of lineage B.1.351, is een variant van SARS-CoV-2, het virus dat COVID-19 veroorzaakt. Een van de vele SARS-CoV-2-varianten die van bijzonder belang worden geacht, werd voor het eerst ontdekt in het grootstedelijk gebied Nelson Mandela Bay van de provincie Oost-Kaap in Zuid-Afrika in oktober 2020 en werd gemeld door de gezondheidsafdeling van het land op 18 december 2020. Fylogeografische analyse suggereert dat deze variant al in juli of augustus 2020 in de Nelson Mandela-baai is ontstaan.